# Dolní Bělá
Dolní Bělá är en ort i Tjeckien.   Den ligger i regionen Plzeň, i den västra delen av landet, 80 km väster om huvudstaden Prag. Dolní Bělá ligger 457 meter över havet och antalet invånare är 466.
Terrängen runt Dolní Bělá är huvudsakligen platt, men åt nordost är den kuperad.Runt Dolní Bělá är det ganska tätbefolkat, med 248 invånare per kvadratkilometer. Närmaste större samhälle är Plzeň, 18,1 km söder om Dolní Bělá. I omgivningarna runt Dolní Bělá växer i huvudsak blandskog.